# Godnatt, jord
Godnatt, jord är en roman av Ivar Lo-Johansson utgiven 1933.
Romanen skrevs ursprungligen som en självbiografisk barndomsskildring, berättad ur alter egot Mikaels synvinkel, men blev till en kollektivroman om människor i statarmiljö. Det var det första verket inom statarskolan och blev författarens stora genombrott.
Boken filmatiserades som Godnatt, jord 1979 i regi av Keve Hjelm. Titeln till boken bestämdes av en nyckelpiga. Den vandrade över vissa ord på en manuskriptsida som låg i gräset.